# シュガー・マウンテン・ライヴ・アット・カンタベリー・ハウス・1968
| 専門評論家によるレビュー | 専門評論家によるレビュー |
| レビュー・スコア         | レビュー・スコア         |
| 出典                     | 評価                     |
| ------------------------ | ------------------------ |
| Allmusic                 | [ 1 ]                    |
| Billboard                | (favorable)              |
| CHARTattack              | [ 3 ]                    |
| Entertainment Weekly     | (B+)                     |
| The Guardian             | [ 5 ]                    |
| Now Magazine             | [ 6 ]                    |
| Paste Magazine           | [ 7 ]                    |
| Pitchfork                | 8.0/10                   |
| Rolling Stone            | [ 9 ]                    |
| Spin                     | [ 10 ]                   |

『シュガー・マウンテン・ライヴ・アット・カンタベリー・ハウス・1968』（Sugar Mountain - Live at Canterbury House 1968）は、カナダ系アメリカ人ミュージシャン、ニール・ヤングのライヴ・アルバム。1968年11月8日から10日にかけて、ヤングはミシガン州アナーバーのカンタベリー・ハウスで3回のソロ・アコースティック・ライヴを行った。このアルバムは9日と10日の公演から編集されている。

## レコーディング
この出演で録音された「Sugar Mountain」は、シングルのB面として、またヤングの1977年のコンピレーション・アルバム『Decade』に収録されていた。

## リリース
このアルバムは、アーカイヴス・パフォーマンス・シリーズの第00巻である。すでに第2巻と第3巻がリリースされていたため、時系列的には本アルバムの方が先にリリースされているが、本アルバムはシリーズ第3弾となる。2009年に『The Archives Vol.1 1963-1972』としてリリースされた『The Riverboat 1969』は、アーカイブ・パフォーマンス・シリーズ第4弾としてリリースされたが、時系列的には第2巻と第3巻よりも早く演奏された。
このアルバムはCDとDVDのセットでのみリリースされ、DVDには標準的なDVDプレーヤーで再生可能なアルバムの高解像度オーディオ・バージョンが収録されている。DVDには、ヤングのアーカイブスVol.1ボックスセットの予告編も収録されている。
2009年4月には、200グラムの日本製アナログレコードがリリースされた。
アルバムのジャケットは、後にポール・マッカートニーの妻となるリンダ・イーストマン（リンダ・マッカートニー）が1967年に撮影したヤングの写真である

## 収録曲
特記されている以外はすべてニール・ヤングの作曲。
ディスク 1 (CD)
1. Emcee intro – 0:45
2. "On the Way Home" – 2:52
3. Songwriting Rap – 3:13
4. "Mr. Soul" – 3:14
5. Recording Rap – 0:30
6. "Expecting to Fly" – 2:49
7. "The Last Trip to Tulsa" – 8:36
8. Bookstore Rap – 4:27
9. "The Loner" – 4:41
10. "I Used to..." Rap – 0:38
11. "Birds – 2:17
12. "Winterlong" (excerpt) and "Out of My Mind" Intro – 1:38
13. "Out of My Mind" – 2:07
14. "If I Could Have Her Tonight" – 2:34
15. Classical Gas Rap (Mason Williams/Young) – 0:41
16. "Sugar Mountain" Intro – 0:29
17. "Sugar Mountain" – 5:47
18. "I've Been Waiting for You" – 2:04
19. Songs rap – 0:38
20. "Nowadays Clancy Can't Even Sing" – 4:43
21. Tuning Rap and "The Old Laughing Lady" Intro – 3:06
22. "The Old Laughing Lady" – 7:26
23. "Broken Arrow" – 5:09

### ボーナス・トラック
1. "I Am a Child" (iTunes-only bonus track) –
2. "#1 Hit Record Rap" (hidden MP3 bonus track) –

ディスク 2 (DVD-オーディオ)
1. Emcee intro – 0:45
2. "On the Way Home" – 2:52
3. Songwriting Rap – 3:13
4. "Mr. Soul" – 3:14
5. Recording Rap – 0:30
6. "Expecting to Fly" – 2:49
7. "The Last Trip to Tulsa" – 8:36
8. Bookstore Rap – 4:27
9. "The Loner" – 4:41
10. "I Used to..." Rap – 0:38
11. "Birds – 2:17
12. "Winterlong" (excerpt) and "Out of My Mind" Intro – 1:38
13. "Out of My Mind" – 2:07
14. "If I Could Have Her Tonight" – 2:34
15. Classical Gas Rap (Williams/Young) – 0:41
16. "Sugar Mountain" Intro – 0:29
17. "Sugar Mountain" – 5:47
18. "I've Been Waiting for You" – 2:04
19. Songs rap – 0:38
20. "Nowadays Clancy Can't Even Sing" – 4:43
21. Tuning Rap and "The Old Laughing Lady" Intro – 3:06
22. "The Old Laughing Lady" – 7:26
23. "Broken Arrow" – 5:09

## 参加メンバー
- ニール・ヤング - ギター、ヴォーカル、プロデュース

制作スタッフ
- ジョエル・バーンスタイン - アーカイビング
- ジョン・ノウランド - アナログからデジタルへのトランスファー
- ティム・マリガン - 編集、マスタリング
- ジョン・ハウスマン - アシスタント・エンジニアリング
- ハリー・シタム - エンジニアリング
- リンダ・マッカートニー - ジャケット写真

DVD制作スタッフ
- バーナード・シェイキー（ニール・ヤング） - 演出
- L.A.ジョンソン - 制作
- エリオット・ラビノヴィッツ - 製作総指揮
- トシ・オオヌキ（大貫敏之） - アートディレクション
- ウィル・ミッチェル - プロダクション・コーディネーション

## References
1. ↑  “Sugar Mountain: Live at Canterbury House 1968 - Neil Young - Songs, Reviews, Credits - AllMusic”. AllMusic. 2018年8月8日閲覧。
2. ↑  “Billboard review”. Billboard.com. 2018年8月8日閲覧。[リンク切れ]
3. ↑  “ANDPOP - Neil Young Added to Live 8”. Chartattack.com. 2008年12月30日時点のオリジナルよりアーカイブ。2018年8月8日閲覧。
4. ↑  “Sugar Mountain: Live at Canterbury House 1968”. Ew.com. 2012年7月29日時点のオリジナルよりアーカイブ。2018年8月8日閲覧。
5. ↑  Costa, Maddy (2008年12月5日). “CD: Neil Young, Sugar mountain - Live at Canterbury 1968”. 2018年8月8日閲覧。
6. ↑  Perlich, Tim (2008年12月3日). “Neil Young”. Nowtoronto.com. 2018年8月8日閲覧。
7. ↑  “Neil Young - Sugar Mountain: Live at Canterbury House 1968”. Pastemagazine.com. 2018年8月8日閲覧。
8. ↑  Masters, Marc (2008年12月5日). “Neil Young: Sugar Mountain: Live at Canterbury House 1968”. Pitchfork. 2019年10月29日閲覧。
9. ↑  “Rolling Stone review”. Rolling Stone.  オリジナルのDecember 18, 2008時点におけるアーカイブ。 2018年8月8日閲覧。.
10. ↑  “Neil Young, 'Sugar Mountain Live at Canterbury House 1968' (Reprise)”. Spin.com (2008年12月2日). 2018年8月8日閲覧。
11. ↑  “Sugar Mountain Live at Canterbury House”. Neil Young Archives. 2024年7月20日閲覧。